# 岩内・寿都地方消防組合
岩内・寿都地方消防組合（いわない・すっつちほうしょうぼうくみあい）は、岩内町、寿都町、共和町、黒松内町、島牧村、泊村、神恵内村の7町村（4町3村）で構成する一部事務組合（消防組合）。

## 所在地
- 消防本部・岩内消防署 - 〒045-0013 北海道岩内郡岩内町字高台8-1
- 寿都支署 - 〒048-0401 北海道寿都郡寿都町字新栄町209番地10
- 共和支署 - 〒048-2202 北海道岩内郡共和町南幌似38-2
- 黒松内支署 - 〒048-0101 北海道寿都郡黒松内町字黒松内427-1
- 島牧支署 - 〒048-0621 北海道島牧郡島牧村字泊83-77
- 泊支署 - 〒045-0202 北海道古宇郡泊村大字茅沼村字臼別191-7
- 神恵内支署 - 〒045-0301 北海道古宇郡神恵内村大字神恵内村81-4

## 管内の現況
管内の人口 - 28,386人
- 岩内町 - 12,623人
- 寿都町 - 2,994人
- 共和町 - 5,942人
- 黒松内町 - 2,837人
- 島牧村 - 1,477人
- 泊村 - 1,652人
- 神恵内村 - 861人

2019年（平成31年）1月1日現在
管内の世帯数 - 15,127世帯
- 岩内町 - 6,821世帯
- 寿都町 - 1,705世帯
- 共和町 - 2,887世帯
- 黒松内町 - 1,501世帯
- 島牧村 - 827世帯
- 泊村 - 909世帯
- 神恵内村 - 477世帯

2019年（平成31年）1月1日
管内の面積 - 1,483.66 km2
- 岩内町 - 70.60 km2
- 寿都町 - 95.25 km2
- 共和町 - 304.92 km2
- 黒松内町 - 345.65 km2
- 島牧村 - 437.18 km2
- 泊村 - 82.27 km2
- 神恵内村 - 147.79 km2

2018年（平成30年）10月1日現在

## 組織
消防吏員の数は、2018年（平成30年）4月1日現在、111人である。
- 消防長（消防監）
  - 総務課
  - 予防課
  - 警防課
  - 岩内消防署
    - 寿都支署
    - 共和支署
    - 黒松内支署
    - 島牧支署
    - 泊支署
    - 神恵内支署